# Гурка (станція метро)
50°03′00″ пн. ш. 14°20′35″ сх. д. / 50.05000° пн. ш. 14.34306° сх. д.
Гурка (чеськ. Hůrka) — станція Празького метрополітену. Розташована між станціями «Лужіни» і «Нове Бутовіце».
Станція була відкрита 11 листопада 1994 року у складі пускової дільниці лінії B «Нове Бутовіце»—"Злічин".

## Характеристика станції
Розташована в районі Стодулкі. Відразу за станцією в сторону станції «Лужіни» починається критий метроміст у вигляді тубуса.
Конструкція станції — напівпідземна, глибина закладення — 4.85 м.
За конструкцією схожа на станцію «Лужіни», але розташована лише частково на поверхні землі, що дозволило зробити одну з колійних стін заскленою.